# Deutsche Bank
Deutsche Bank AG er en af verdens største banker. Den har sit sæde i Frankfurt am Main. Banken har knap 100.000 medarbejdere i over 70 lande, og blev i 2009 målt til at være verdens største valuta-handler med en markedsandel på 21 %.
Deutsche Bank har afdelinger i verdens største finansielle centre, deriblandt London, New York City, Singapore, Hong Kong, Tokyo, Paris, Moskva, Sydney, Toronto, Istanbul, Madrid, Dublin, Amsterdam, Warszawa, Mumbai, Kuala Lumpur, São Paulo, Dubai, Riyadh, Bangkok, Karachi, Beograd, Manila og George Town (Cayman Islands).
Banken blev grundlagt i 1870 i Berlin i Tyskland.
Deutsche Bank er den norske stats internationale finansielle rådgiver, og giver råd i placeringen af penge i Statens petroleumsfond.
Banken er både børsnoteret på Frankfurts børs og New York Stock Exchange (NYSE).